# Randy Rhoads
Randall William „Randy” Rhoads (ur. 6 grudnia 1956, zm. 19 marca 1982) – amerykański gitarzysta heavymetalowy. Rhoads popularność zyskał jako gitarzysta w zespole Ozzy'ego Osbourne'a. Często mieszał wpływy muzyki poważnej z jego własnym stylem heavymetalowym. Zdarzało się, że podczas tournée z Ozzym szukał chętnych do nauki gry na gitarze klasycznej.
W 2021 został wprowadzony do Rock and Roll Hall of Fame.

## Życiorys

### Wczesne życie
Rhoads urodził się 6 grudnia 1956 roku w szpitalu St. John's w Santa Monica w Kalifornii. Był najmłodszym z trójki dzieci. Jego starszy brat, Doug, jest perkusistą. Jego siostra ma na imię Kathy.
Kiedy Randy miał 17 miesięcy, jego ojciec, William Arthur Rhoads, opuścił jego matkę, Delores Rhoads oraz trójkę dzieci. Pani Rhoads posiadała i prowadziła „The Musonia School of Music” w północnym Hollywood w Kalifornii od 1949. Rhoads zaczął grać na gitarze w wieku 6 lat, na starym Gibsonie „Army-Navy” jego dziadka. Jego matka zadecydowała, by uczył się grać na gitarze folku, co w tamtych czasach było bardzo modne, jednak nie brał lekcji zbyt długo. Rhoads wprowadzał do gry styl hard rocka/metalu, duży wpływ miała na niego muzyka poważna. Można to usłyszeć w utworach takich jak „Dee” (instrumentalny, nazwał go tak dla swojej matki Delores), „Mr. Crowley”, „Diary of a Madman”, „Crazy Train” i „Revelation (Mother Earth)”.

### Quiet Riot
W swoich wczesnych latach Rhoads był w krótko istniejącej grupie o nazwie The Whore. Gdy miał 14 lat, był członkiem zespołu o nazwie Violet Fox (po drugim imieniu jego matki, Violet). Rhoads nauczył najlepszego przyjaciela Kelly'ego Garni jak grać na gitarze basowej. Sformowali zespół Quiet Riot (Rhoads miał wówczas około 17 lat). Członkami zespołu zostali także Kevin DuBrow oraz perkusista Drew Forsyth, który miał już potrzebne doświadczenie, bo grywał z Rhoadsem i Garniem w przeszłości.
Na początku Quiet Riot grało w małych barach w Hollywood i okolicach Burbank, w końcu zagrali w dwóch głównych dziennych klubach muzycznych w Los Angeles – The Whisky a Go Go i The Starwood. Zyskali uznanie na klubowych scenach Los Angeles lecz nie byli w stanie zagwarantować sobie ważnego kontraktu nagraniowego w Stanach Zjednoczonych. Zespół zawarł umowę nagraniową z japońską wytwórnią CBS/Sony Records. Quiet Riot i Quiet Riot II ukazały się w Japonii.

### Kariera z Ozzym Osbourne'em
W 1979, frontman zespołu Black Sabbath – Ozzy Osbourne, zdecydował się na stworzenie nowego zespołu. Basista Dan Strum zarekomendował Ozzy'emu właśnie Randy'ego. Rhoads dostał telefon z propozycją przesłuchania tuż przed jego ostatnim występem z zespołem Quiet Riot. Na przesłuchanie przyszedł z własną gitarą (Gibson Les Paul), wzmacniaczem i zaczął grać; gdy Osbourne usłyszał, co potrafi Rhoads, natychmiast dał mu pracę. Rhoads wspominał później, „Po prostu nastroiłem gitarę, zagrałem kilka riffów, a on powiedział: masz występ. Dziwnie się czułem. Przecież nigdy wcześniej mnie nie słyszałeś – pomyślałem”. Osbourne określił grę Rhoadsa jako „Bóg wchodzi w moje życie”.
W marcu 1980 roku zespół Osbourne'a przybył do Anglii, aby zacząć pracę nad swoim pierwszym albumem – Blizzard of Ozz. W grze Rhoadsa widoczny był postęp w stosunku do występów w Quiet Riot – coraz odważniej wprowadzał do swoich partii elementy gry neoklasycznej. Fani rocka (szczególnie w USA) przyjęli styl Rhoadsa bardzo pozytywnie. Album promowały dwa single: Goodbye to Romance oraz Crazy Train.
Tournée zespołu miało szeroki zasięg i szybko napisali i nagrali dalszą część albumu. Diary of a Madman był nowością, i wkrótce Osbourne zaczął brać udział w przygotowaniach do kolejnych tournée wraz z Tommym Aldridge'em i przyjacielem Kellym Garnia. W tym czasie Rhoads opuścił zespół żeby zarabiać grą na gitarze klasycznej. W dokumencie „Don't Blame Me”, Osbourne potwierdził decyzję Randy'ego, że chce zarabiać i żyć jak wcześniej, nie wierzył, że Randy chciał zostać w jego zespole. Przyjaciel i były basista Quiet Riot Kelly Garni oświadczył w wywiadach, że Randy nadal kontynuuje grę rocka, i że intensywnie zajął się graniem rocka na keyboardzie, co było bardzo modne w latach 80.
To był czas, kiedy Rhoads zaczął zyskiwać coraz większe uznanie za swoją grę. Tuż przed jego śmiercią Jackson Guitars stworzyło sygnowany model gitary, The Jackson Randy Rhoads lub Randy Rhoads Pro (chociaż zalecana nazwa brzmiała The Jackson Concorde). Randy zatwierdził dwa prototypy – jeden w czerni i jeden w bieli – jednak zginął nim gitary weszły do produkcji.

### Śmierć

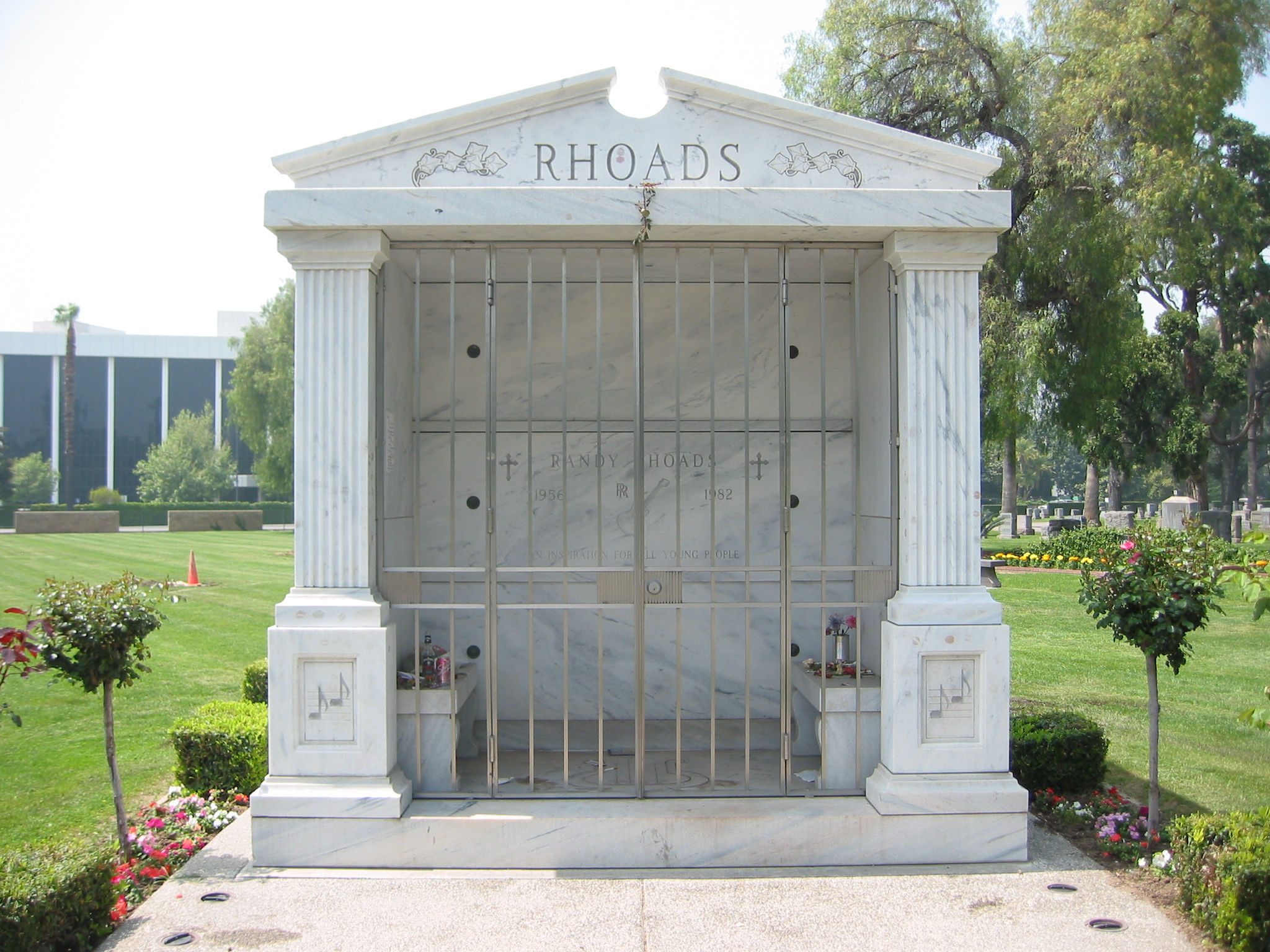
Grób Rhoadsa, San Bernardino, Kalifornia

19 marca 1982 zespół miał występ na festiwalu w Orlando na Florydzie. Po długiej jeździe w nocy, zatrzymali się w domu Jerry'ego Calhouna, właściciela spółki autobusowej, w Leesburg na Florydzie. Kierowca, Andrew Aycock, wziął Rhoadsa i fryzjerkę Rachel Youngblood na przelot w Beechcraft Bonanza (samolot), który wziął bez pozwolenia. Podczas przelotu, próbował samolotem obudzić śpiących w autobusie członków zespołu za pomocą „bzyczenia”, co udało się mu trzy razy. Za czwartym razem prawe skrzydło ścięło prawą stronę autokaru, najsilniejsze było uderzenie samolotu w pobliski pałacyk Calhouna, co kompletnie zniszczyło jego przód. Nikt w pałacyku nie został ranny. W wypadku zginęli Rhoads (25 lat), Aycock (36 lat), oraz Youngblood (58 lat). W późniejszej autopsji ustalono, że Aycock był pod wpływem kokainy; toksykologiczny test Rhoadsa nie ujawnił obecności narkotyków we krwi.
Pogrzeb Randy'ego został odprawiony na Pierwszym luterańskim cmentarzu w Burbank, Kalifornia. Został pochowany na Mountain View Cemetery w San Bernardino, w Kalifornii gdzie byli pogrzebani jego dziadkowie. W tym czasie, matka Randy'ego żyła w Burbank. Rodzina Rhoadsów i wielu fanów gromadzi się tam na rocznice jego śmierci, jak również na jego urodziny, by złożyć mu wyrazy uznania i sławić jego życie.

## Pośmiertne osiągnięcia
W 1987, pięć lat po śmierci Rhoadsa, Osbourne wydał Tribute, jedyny oficjalny album cechowany „Osbourne i Rhoads” grają razem na koncercie. Większość albumu jest z występów na żywo w Cleveland, Ohio, nagranych 11 maja 1981. Także użyte w nagrywaniu było gitarowe solo Rhoadsa z występu w Montrealu w Kanadzie nagrane 28 lipca 1981. Ten wielki występ był emitowany w WMMS-FM i The King Biscuit Flower Hour, dlatego stał się bardzo popularny, i szybko zaczęto sprzedawać go nielegalnie. Piosenki „Goodbye to Romance” i „No Bone Movies” z Tribute były nagrywane w The UK Blizzard of Ozz Tour w Southampton, w tym samym czasie co Mr. Crowley EP.
Randy Rhoads został powołany do The Guitar Center Rock Walk (na Sunset Blvd w Hollywood, CA), w 18 marca 2004. Gości obejmowali Dolores Rhoads, Kelle Rhoads, Rudy Sarzo, Ozzy i Sharon Osbourne, Zakk Wylde i Yngwie Malmsteen. W 2006 w Guitar World Article, jest wzmianka, że nazwisko Rhoadsa było błędnie napisane „Rhodes” na jego tablicy pamiątkowej, a kiedy to odkryto, nie było dość czasu żeby poprawić ten błąd. W 2003 został sklasyfikowany na 85, a w 2011 na 36. miejscu listy 100 najlepszych gitarzystów wszech czasów magazynu Rolling Stone. Z kolei w 2004 roku muzyk został sklasyfikowany na 4. miejscu listy 100 najlepszych gitarzystów heavymetalowych wszech czasów magazynu Guitar World.

## Wpływ
Mimo jego młodego wieku i względnie krótkiego czasu nagrywania, Rhoads ma wpływ na wielu wybitnych muzyków, takich jak: Zakk Wylde, Alex Skolnick, George Lynch, Alexi Laiho, Warren DeMartini, Dimebag Darrell, Dweezil Zappa, Paul Gilbert, Marty Friedman, Buckethead, Chris Impellitteri, Dan Spitz, John Petrucci, Criss Oliva, Tony MacAlpine, Jake E. Lee, Mick Thomson, Vinnie Vincent, Vinnie Moore i Yngwie Malmsteen.

## Dyskografia

### ZQuiet Riot
- Quiet Riot (1977)
- Quiet Riot II (1978)
- The Randy Rhoads Years (Best of 1977–1981) (1993)

### Z Ozzym Osbourne'em

#### Single
- Crazy Train (1980)
- Mr. Crowley (1980)
- Over the Mountain (1981)
- Flying High Again (1981)
- Tonight (1981)

#### Albumy
- Blizzard of Ozz (1980)
- Mr. Crowley Picture Disc Live EP (1981) – out of print
- Diary of a Madman (1981)
- Over the Mountain/I Don't Know (Live) (1981) – 45 rpm JET 12017
- Tribute (1987)
- Ten Commandments (greatest hits) (1990) – out of print
- The Ozzman Cometh (greatest hits) (1997)
- The Essential Ozzy Osbourne (greatest hits) (2003)
- Prince of Darkness (box set) (2005)